# Museo dell'arte serica e laterizia
Il Museo dell'Arte Serica e Laterizia è un museo civico situato a Malo, in provincia di Vicenza, che fa parte della rete territoriale Musei Altovicentino.

## Sede
Il museo è ospitato all'interno del palazzo Corielli. L'edificio è strutturato su tre livelli.
Il palazzo viene edificato intorno alla metà del Settecento, acquistato il 15 giugno 1889 da Giuseppe Corielli di Francesco, giunto a Malo nella seconda metà del XIX° secolo, e convertito in filanda fino al 1962 per la lavorazione della bava con cui il baco da seta crea i bozzoli necessari alla sua muta.

## Percorso espositivo
Nel terzo piano e nel sottotetto sono ospitate le due sezioni: quella dedicata all' arte serica e quella dedicata alla laterizia. Il museo è stato realizzato dal comune di Malo tra il 1992 e il 1994 per cessione del Dott. Umberto Corielli.

### Sezione dell'arte serica
Il percorso è articolato in 93 sezioni espositive in cui sono esposti documenti, foto, macchinari e strumenti per la produzione e lavorazione della seta, ottenuta tramite vasche di acqua calda riscaldata dal "fornello" dove venivano ricavate le matasse dai bozzoli.
Il percorso espositivo rende conto anche dell'allevamento del baco da seta a livello domestico, con importanti documenti relativi alla gelsicoltura e alla bachicoltura.
Le lavorazioni, un tempo domestiche, sono state trasportate poi all' interno delle filande di cui Malo conserva numerose ciminiere..

### Sezione della laterizia
Il percorso è suddiviso in 53 settori, illustra la formazione dell’argilla dalla sua origine geologica, attraversando la storia della sua lavorazione dall'epoca preistorica ad oggi.